# Alloesia chlorophana
Alloesia chlorophana är en skalbaggsart som beskrevs av Louis Alexandre Auguste Chevrolat 1862. Alloesia chlorophana ingår i släktet Alloesia och familjen långhorningar. Inga underarter finns listade i Catalogue of Life.